# Лойпольдсгрюн
Лойпольдсгрюн (нім. Leupoldsgrün) — громада в Німеччині, розташована в землі Баварія. Підпорядковується адміністративному округу Верхня Франконія. Входить до складу району Гоф. Складова частина об'єднання громад Шауенштайн.
Площа — 10,26 км2. Населення становить 1185 ос. (станом на 31 грудня 2020).

## Галерея

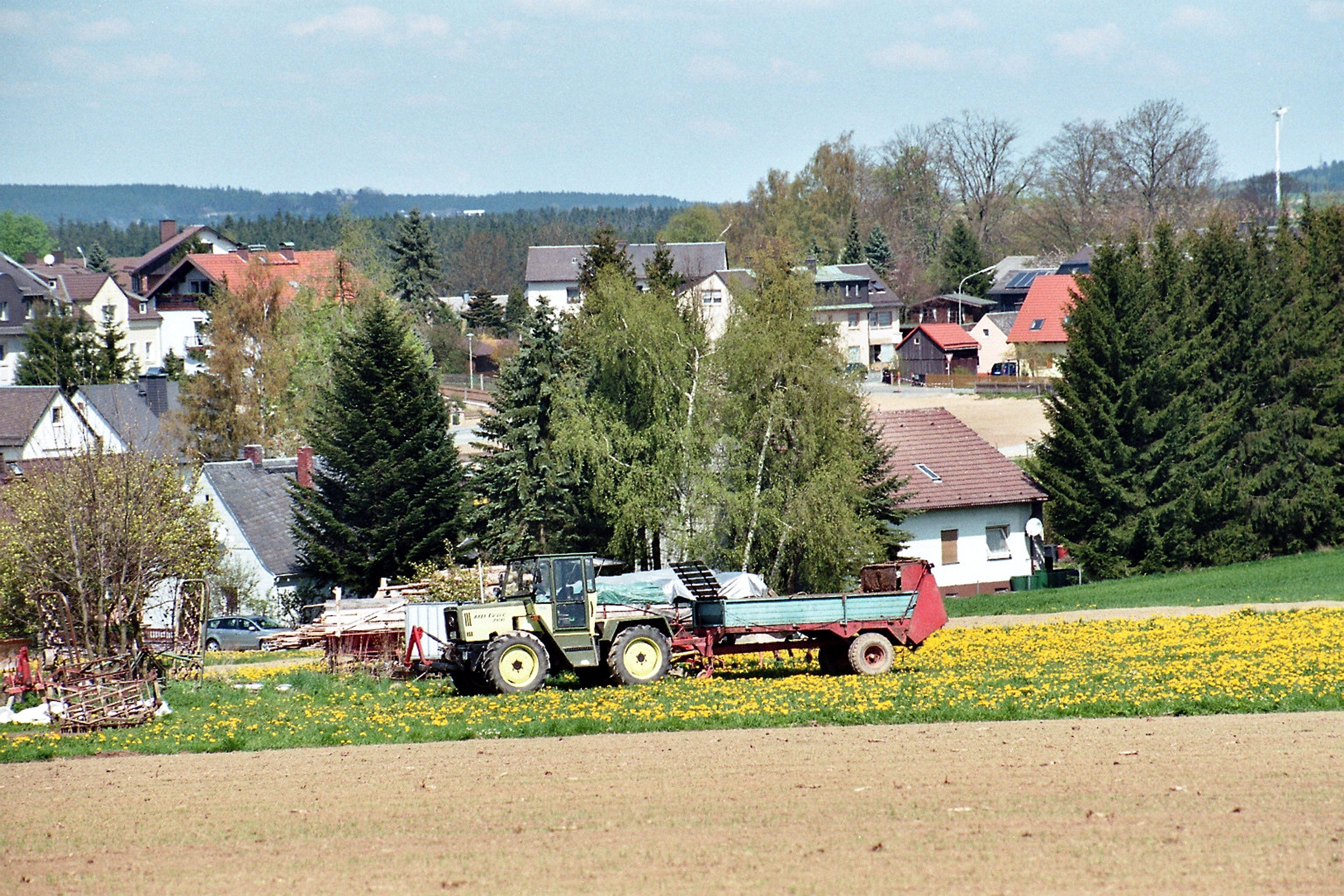